# Vittorio Vannucchi
Vittorio Vannucchi (Bologna, 24 gennaio 1936) è un arbitro di calcio italiano di Serie A e Serie B, attivo nel periodo compreso tra il 1971 e il 1977.
Ha arbitrato la prima gara di Serie B il 2 maggio 1971, l'ultima l'8 maggio 1977, anno del suo ritiro.
Ha diretto la sua prima partita di Serie A il 19 maggio 1974, l'ultima il 27 febbraio 1977.